# Radegast (socha)

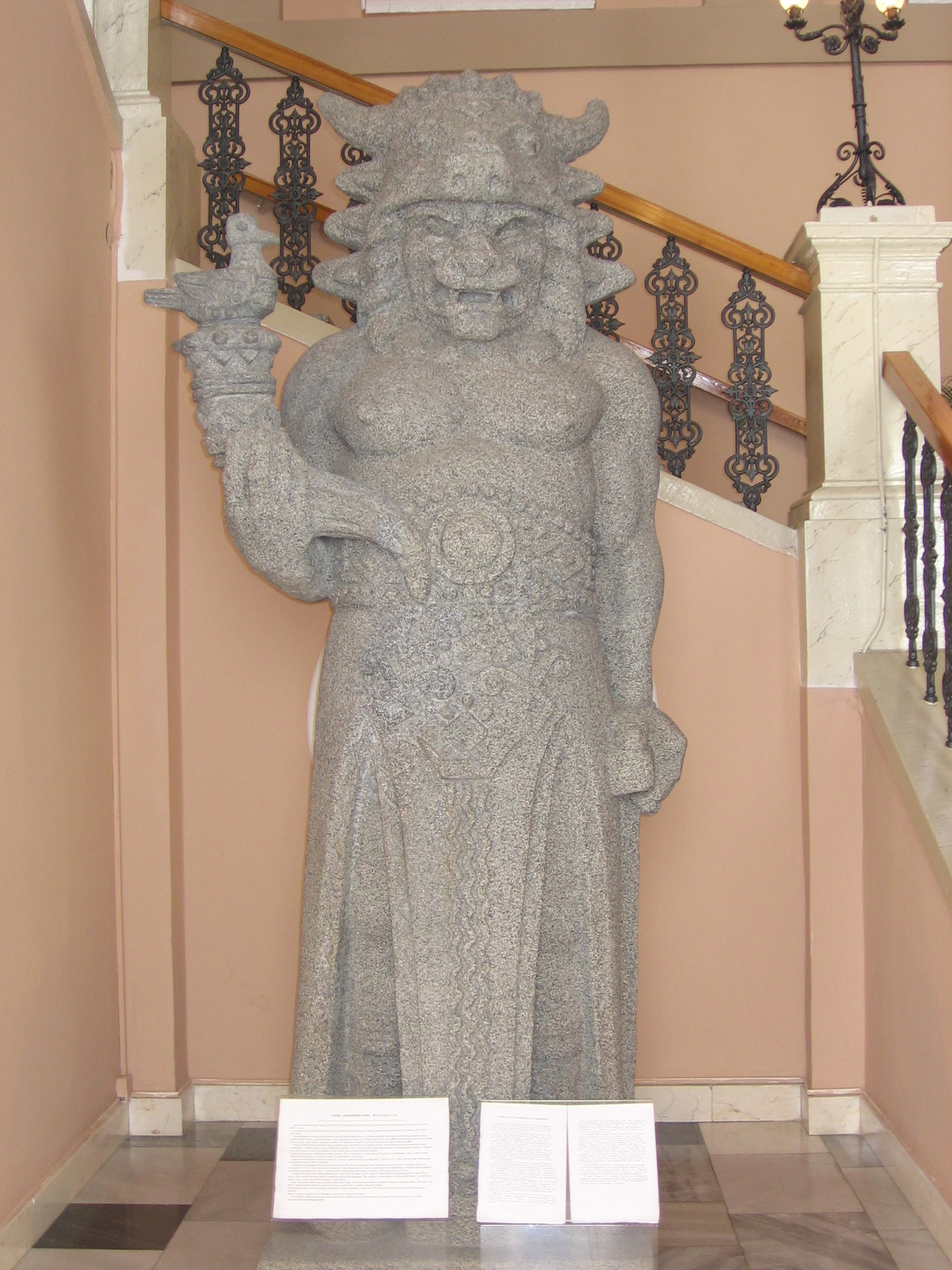
Originál sochy ve vestibulu frenštátské radnice

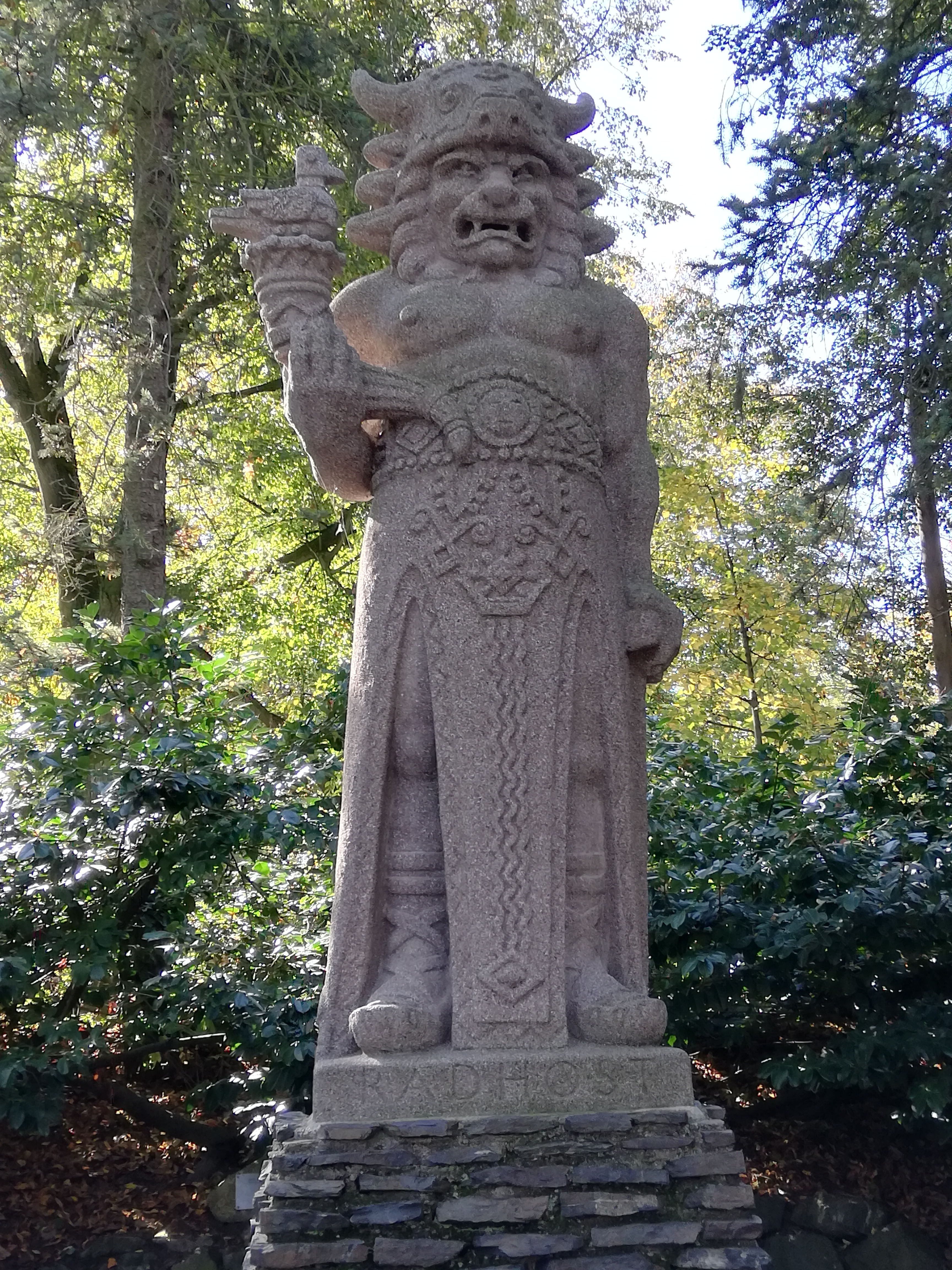
Socha Radegasta v Zoo Praha

Socha pohanského boha Slovanů Radegasta – boha slunce, hojnosti a úrody – je socha stojící na hřebenu Radhoště. Autorem sochy je frenštátský rodák, profesor Akademie krásného umění v Chicagu, akademický sochař Albín Polášek. Současná socha je vyrobena z vápenické žuly, je vysoká 320 cm a váží 3,38 tuny. Původní socha vážila 1,4 tuny a měla 320 centimetrů, rozdíl je daný v rozdílných materiálech a dutosti původní sochy. 

## Popis sochy
Pohanský bůh má mužské tělo, hlava má podobu lva s úšklebkem šelmy, na hlavě přilbici v podobě býčí hlavy s rohy, oblečen je do suknice zdobené ornamenty se širokým zdobeným pasem se sponou ve tvaru slunce, z pod suknice vyčnívají lidské nohy obuté do krpců. V pravé ruce drží roh hojnosti, na kterém sedí kachna, levou rukou se opírá o sekeru na dlouhém topůrku, snad valašku. Umístěna je na katastru obce Dolní Bečva, přibližně 1 kilometr jihozápadně od Pusteven, s tváří otočenou k vrcholu Radhoště.

## Vznik sochy
Na svém díle začal Albín Polášek pracovat již v roce 1924 a je známo, že již v Americe vzniklo několik variant tohoto díla. Původním Poláškovým záměrem bylo vytvořit soubor pohanských bohů ze slovanské mytologie, pro jejichž umístění si vybral právě bájnou horu Radhošť. Nakonec však zrealizoval pouze boha plodnosti a úrody, kterého vytvořil jako prvního. V roce 1930 si autor v Praze najal Novákův ateliér v pražských Nuslích a vytvořil konečnou podobu Radegasta. Do rodného Frenštátu pod Radhoštěm Albín Polášek před druhou světovou válkou často jezdíval na dovolenou. Pod osobním dohledem a jeho vedením byly kolem roku 1930 (podle třetinového modelu) ve slévárně firmy Maška v Praze  zhotoveny dvě identické sochy Radegasta.
Obě sochy byly vyrobeny ze směsi betonu a žulové drti vyztužené železnou kostrou, lišily se však barevným odstínem. První sochu Radegasta, z bíločerné žulové drti, Polášek věnoval svým rodákům z Frenštátu pod Radhoštěm a byla umístěna na hřebeni Radhoště. Druhou sochu Radegasta, ze žulové drti červeného odstínu, hodlal Albín Polášek umístit na své zahradě, protože se na stáří chtěl vrátit do rodných Beskyd a Radegastem si doplnit na své zahradě budovaný háj původních slovanských bohů. Druhá světová válka a později Vítězný únor 1948 překazily Poláškovy plány na stáří. Změna politických poměru v Československu navíc spojená s jeho závažnými zdravotními problémy (mozková mrtvice v roce 1950) jej od návratu do vlasti navždy odradila.
Slavnostní odhalení sochy Radegasta a sousoší Cyrila a Metoděje, které bylo vytvořeno souběžně, se uskutečnilo 5. července 1931, v den svátku obou věrozvěstů v rámci Slovanské pouti, kterou uspořádala Matice Radhošťská a Pohorská jednota Radhošť pod záštitou československé vlády s podporou prezidenta T. G. Masaryka. Vytvoření sochy tenkrát hradili čeští rodáci v Americe, kteří ji pak darovali své vlasti. 4. července byla bouřka a během stráže byl u sochy zabit bleskem dvaadvacetiletý vojín Karel Than 8. pěšího pluku.
Na přelomu 50. a 60. let 20. století byla dělníky na zahradě bývalé Maškovy slévárny v Praze pod nánosem zeminy a listí objevena ona druhá Poláškova socha Radegasta. Nejspíše ji sem kdosi ukryl před německými okupanty hned na počátku či během druhé světové války a po roce 1945 se na dobře zamaskovanou sochu zapomnělo. Protože socha měla zvířecí rysy, místně příslušný úřad usoudil, že se tematicky hodí do pražské Zoo, kam také byla v roce 1961 přesunuta. Mezi roky 2014 až 2015 byla tato socha zrestaurována a doplněna o kachnu na rohu hojnosti, která se v průběhu let ztratila.

## Rekonstrukce sochy na Radhošti
Socha Radegasta se stala neodmyslitelnou součástí radhošťského masívu. Od roku 1958 byla navíc na seznamu státem chráněných kulturních památek. Během desetiletí však umělý kámen trpěl vlivem drsných povětrnostních vlivů a železná armatura, kterou byla socha vyztužena, navíc přitahovala blesky, které ji poškodily již v roce 1938. Nejvíce sochu poškozovalo zamrzání vody v prasklinách, což mělo za následek odlupování betonu a korozi železné kostry. V blíže neznámé době byla ze sochy sejmuta poškozená terakotová kachna, která se později našla v depozitáři muzea ve Frenštátě.
Poprvé byla socha restaurována v roce 1980. Tohoto úkolu se ujal olomoucký sochař Karel Hořínek se svým synem, který trhliny vyspravil, vnitřek vylil a vyztužil betonem a podle fotografií vyrobil repliku chybějící kachny. Na své původní místo byl Radegast vrácen 11. června 1982.
V roce 1994 bylo konstatováno, že eroze sochy rychle pokračuje a proto bylo pracovníky památkového ústavu rozhodnuto o jejím přemístění na chráněné místo a vytvoření repliky sochy z odolnějšího přírodního materiálu. Originál Radegasta byl v květnu 1996 z Radhoště odvezen do Leskovce do ateliéru Jana Sobka a Miroslava Zubíčka, kteří pod vedením akademického sochaře Miroslava Machaly zhotovili repliku ze žuly z lomu ve Vápenici u Vysokého Chlumce na Sedlčansku, která se barevností nejvíc podobala originálu. Finanční náklady spojené s vytvořením kopie, která stála téměř 1 milión korun, uhradil Nošovický pivovar, který má sochu Radegasta v logu. Během několika měsíců vytesali kameníci z 18 tun vážícího žulového kvádru kopii, která byla 4. července 1998 umístěna na původním místo na hřebeni Radhoště - asi 2,5 km východně od vrcholu.
Zrestaurovaný originál sochy byl po složitých jednáních z rozhodnutí ministerstva kultury umístěn do vestibulu frenštátské radnice a slavnostně odhalen 6. listopadu 1998.